# Tramigna
Il Tramigna è un fiume della provincia di Verona. Nasce nel centro del paese di Cazzano di Tramigna, a 96 m s.l.m., da una risorgiva popolarmente chiamata Fontana (in passato anche Fontanone) e ridenominata come Lago della Mora.
Il fiume era molto importante in passato per l'attività di vari mulini e frantoi che si affacciavano sulle sue acque.
Il percorso del Tramigna tocca diversi paesi, tra cui Costeggiola, San Vittore, Soave e San Bonifacio.

## Le trote del Tramigna
Il Tramigna è noto per la presenza di una numerosa popolazione di trote (soprattutto della specie iridee), nonché per le dimensioni dei pesci catturabili (in passato sono stati catturati esemplari oltre i 4 kg); notevole è anche la varietà di specie ittiche presenti (carpe, lucci, anguille).

## Gestione
Oggi il fiume è gestito dall'APPV (Associazione Pescatori Provincia Verona) e a seguito del rilascio di un apposito permesso vi è consentito pescare (salvo nella risorgiva e nel tratto che va dall'autostrada A4 alla confluenza con l'Alpone).

## Alluvione del 2010
L'Alpone assieme al Tramigna è esondato nel novembre 2010, allagando Monteforte d'Alpone e Soave.